# Canottaggio ai Giochi della III Olimpiade - Due di coppia maschile
La competizione del Due di coppia dei Giochi della III Olimpiade si è svolta al Creve Coeur Lake (Maryland Heights) il giorno 30 luglio 1904.

## Risultati
| Pos.    | Atleta                                            | Nazione     | Tempo         |
| ------- | ------------------------------------------------- | ----------- | ------------- |
| Oro     | Atalanta Boat Club John Mulcahy Bill Varley       | Stati Uniti | 10'03"2       |
| Argento | Ravenswood Boat Club Joseph McLoughlin John Hoben | Stati Uniti | a 2 lunghezze |
| Bronzo  | Independent Rowing Club Joe Ravannack John Wells  | Stati Uniti | n/d           |